# À cœur joie
À coeur joie é um filme de romance francês de 1967 dirigido por Serge Bourguignon e estrelado por Brigitte Bardot e Laurent Terzieff.

## Sinopse
Cécile é uma jovem e bela mulher francesa casada com um inglês muito mais velho que vive com ela em Paris. Ela ama seu marido e parece estar contente com sua vida, até que ela conhece um homem mais jovem (Vincent) durante uma viagem de trabalho à Londres. Ela começa a sentir paixões esquecidas mexendo-se dentro dela. Cécile então se encontra confrontada com uma escolha: ficar com o amor estável e pacífico de seu marido, ou fugir e viver a emoção e a aventura de uma nova e jovem paixão.

## Trilha sonora e produção
A trilha sonora do filme apresenta duas canções em inglês, Do You Want To Marry Me? e I Must Tell You Why, com músicas de Michel Magne e vocais cantados por David Gilmour - este ainda trabalhando como músico de sessão, antes de se juntar ao Pink Floyd. 
O filme foi o sexto de uma série de filmes financiados em conjunto pela Rank Organization e a NFFC. As empresas britânicas forneceram 30% do orçamento; Empresas francesas forneceram 70%.

## Elenco
- Brigitte Bardot como Cécile
- Laurent Terzieff como Vincent
- Jean Rochefort como Philippe
- James Robertson Justice como McClintock
- Michael Sarne como Dickinson
- Georgina Ward como Patricia
- Carole Lebel como Monique